# New Milton
New Milton är en stad och civil parish i grevskapet Hampshire i södra England. Staden ligger i distriktet New Forest i den sydvästra delen av Hampshire. Den ligger mittemellan städerna Lymington och Christchurch. Tätorten (built-up area) hade 11 877 invånare vid folkräkningen år 2021.